# Groene blokspanner
De groene blokspanner (Acasis viretata) is een nachtvlinder uit de familie van de spanners, de Geometridae. 

## Kenmerken
De voorvleugellengte bedraagt tussen de 10 en 14 mm. De basiskleur van de voorvleugel is olijfgroen, maar vervaagt snel tot een gelige kleur. Over de voorvleugel loopt een zwart met groene band. De achtervleugel is wit.

## Waardplanten
De groene blokspanner gebruikt sporkehout, klimop, liguster, hulst en rode kornoelje als waardplanten. De rups is te vinden van juni tot oktober. De soort overwintert als pop.

## Voorkomen
De soort komt verspreid van Europa tot Oost-Azië en Noord-Amerika voor. 

### Nederland en België
De groene blokspanner is in Nederland een algemene soort van de zandgronden en duinen, daarbuiten minder algemeen. In België is het een vrij algemene soort. De vlinder kent jaarlijks twee generaties die vliegen van half april tot in oktober.